# Margaret Kennard
Margaret Kennard   (Brookline, 25 de setembre de 1899 - 12 de desembre de 1975) fou una neuròloga estatunidenca que va estudiar principalment els efectes del dany neurològic en els primats. El seu treball va conduir a la creació del principi de Kennard, que planteja una relació lineal negativa entre l'edat d'una lesió cerebral i l'esperança de resultat: en altres paraules, com més primerenca és una lesió cerebral a la vida, més probable és que tingui algun mecanisme de compensació per invertir almenys alguns dels mals efectes de la lesió.

## Biografia
Margaret Alice Kennard va néixer el 25 de setembre de 1899 a Brookline (Massachusetts). Es va graduar al Bryn Mawr College el 1922 i després es va doctorar a la Universitat Cornell el 1930.

## Carrera
Després d'un any de pràctiques mèdiques a l'Hospital Strong de Rochester, Nova York, Kennard es va convertir en investigadora honorària (sense estipendis) al Departament de Fisiologia de Yale. Va ser ascendida a instructora auxiliar de recerca (amb remuneració) el 1932, i després professora ajudant el 1933.
Treballà al laboratori de John F. Fulton, MD, president del departament, utilitzant primats del laboratori Fulton i del de Gertrude Van Wagenen, PhD. Estudià els efectes dels estimulants i depressius corticals en micos amb lesions cerebrals.
Va obtenir una beca Rockefeller Traveling Fellowship per estudiar a Europa Occidental del 1934 al 1936. Això li permeté de treballar en laboratoris d'Amsterdam i Breslau, i realitzar treballs clínics al National Hospital, Queen's Square, Londres i al London Hospital. Va passar els darrers mesos de la seva beca estudiant nens afectats d'espasticitat amb el Dr. Bronson Crothers al Children's Hospital de Boston.
El novembre de 1935 va ser elegida membre de la Royal Society de Londres.
El 1942 es va llicenciar en psiquiatria i neurologia i, després de deixar Yale el 1943, amb el títol de professora ajudant, es va convertir en professora associada de psiquiatria a la Facultat de Medicina de la Universitat de Nova York i metge assistent a l'Hospital Bellevue.
El 1948 va ser nomenada professora associada de fisiologia a la Facultat de Medicina de la Universitat de la Colúmbia Britànica. El 1956 es va convertir en directora del Washington State Mental Health Research Institute. Després de completar el seu treball d'investigació, Kennard es va traslladar a Nou Hampshire, on va treballar com a psiquiatra a l'hospital Elliott i va dirigir un centre d'orientació comunitari.
Va ser presidenta de la Society for Biological Psychiatry el 1956 i el 1957 i vicepresidenta de l'American Neurological Society del 1958 al 1959.
Va morir el 12 de desembre de 1975 a causa d'una esclerosi lateral amiotròfica.

## Principi de Kennard

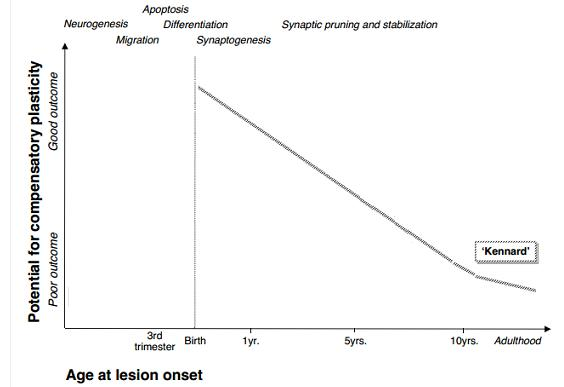
Representació gràfica del principi de Kennard

L'observació que els cervells joves es reorganitzen de manera més eficient que els cervells adults va ser formulada per primera vegada per Kennard el 1936. La noció que un cervell pot reorganitzar-se després d'un dany en funció de l'etapa de desenvolupament es coneix ara amb el nom de "principi de Kennard". Aquesta investigació va conduir a una de les primeres proves experimentals sobre els efectes de l'edat sobre la neuroplasticitat.
El principi de Kennard presenta una relació lineal negativa entre l'edat d'una lesió cerebral i l'esperança de resultat: en altres paraules, com més dany cerebral es produeix a principis de la vida, més probable és que es compensi amb un mecanisme que inverteixi almenys alguns dels efectes negatius de la lesió.

Va treballar estretament amb John Fulton en els seus famosos estudis sobre el cervell infantil.

## Publicacions
- Kennard MA. Age and other factors in motor recovery from precentral lesions in monkeys. American Journal of Physiology. 1936;115:138–146[5]
- Kennard MA. Reorganization of motor function in the cerebral cortex of monkeys deprived of motor and premotor areas in infancy. Journal of Neurophysiology. 1938;1:477–496[6]
- Kennard MA. Relation of age to motor impairment in man and in subhuman primates. Archives of Neurology and Psychiatry. 1940;44:377–397.
- Kennard MA. Reactions of monkeys of various ages to partial and complete decortication. Journal of Neurophysiology and Experimental Neurology. 1944;3:289–310.
- Kennard MA, Fulton JF. Age and reorganization of central nervous system. Journal of the Mount Sinai Hospital. 1942;9:594–606.
- Kennard MA, Fulton JF. The localizing significance of spasticity, reflex grasping, and the signs of Babinski and Rossolimo. Brain. 1933;56:213–225.
- Kennard MA, Fulton JF, Gutiérrez-Mahoney CG. Otfrid Foerster 1873–1941 An appreciation. Journal of Neurophysiology. 1942;5:1–17. [
- Kennard MA, McCulloch WS. Motor response to stimulation of cerebral cortex in absence of areas 4 and 6 (macaca mulatta) Journal of Neurophysiology. 1943;6:181–189.
- Kennard MA, Nims LF. Effect on electroencephalogram of lesions of cerebral cortex and basal ganglia in macaca mulatta. Journal of Neurophysiology. 1942;5:335–348.
- Kennard MA, Spencer S, Fountain G. Hyperactivity in monkeys following lesions of the frontal lobes. Journal of Neurophysiology. 1941;4:512–524.
- Kennard MA, Viets HR, Fulton JF. The syndrome of the premotor cortex in man: Impairment of skilled movements, forced grasping, spasticity, and vasomotor disturbance. Brain. 1934;57:69–84.
- Kennard MA, Watts JW. The effect of section of the corpus callosum on the motor performance of monkeys. Journal of Nervous and Mental Disease. 1934;79:158–169